# Fantasmi del mare
Pour plus de détails, voir Fiche technique et Distribution.
Fantasmi del mare est un film de guerre italien réalisé par Francesco De Robertis et sorti en 1948.

## Synopsis
Le second maître de la marine, le chef Arena, gardien d'un navire désarmé, reconstitue la dernière phase de la Seconde Guerre mondiale et se remémore un épisode du 8 septembre 1943. À bord du navire, où se trouve également le fils du commandant, il prend une décision dramatique qui engage le destin de l'équipage.

## Fiche technique
- Titre original : Fantasmi del mare[1] ou Rotta Sud
- Réalisation : Francesco De Robertis
- Scénario : Nicola Morabito, Francesco De Robertis, Giorgio Pàstina
- Photographie : Carlo Bellero (it), Bruno Barcarol
- Montage : Francesco De Robertis
- Musique : Mario Nascimbene
- Décors : Klaus Haase
- Production : Michele Savini
- Studio de production : C.C.I. - Centro per la Cinematografia Italiana
- Pays de production :  Italie
- Langue originale : italien
- Format : Noir et blanc - 1,37:1 - Son mono - 35 mm
- Genre : Film de guerre
- Durée : 95 minutes
- Dates de sortie :
  - Italie : 1948 (visa délivré le 18 octobre 1948[2])

## Distribution
- Raf Pindi (it) : Arène en chef
- Anna Arena : Maîtresse de la maison de repassage
- Gaby Sylvia : L'épouse du commandant
- Nicola Morabito : Le commandant
- Umberto Raho : Sous-capitaine Luigi Serra
- Renato De Carmine
- Raoul Grassilli
- Umberto Orsini
- Nino Milano (it)
- Allegra Sander
- Bianca Doria
- Lucia Brusco
- Carlo Giustini
- Umberto Balzo
- Celso Carlini
- Ugo Donarelli
- Barbara Deperusse
- Antonio La Torre
- Giovanni Lovatelli
- Sandro Morabito

## Production
La production est assurée par Michele Savini pour C.C.I. - Centro per la Cinematografia Italiana. La distribution est confiée à Atlantis Film.

### Mise en scène
Le film a bénéficié de la collaboration technique de Vittorio Cottafavi en tant que réalisateur. De Robertis fait de nouveau appel à Carlo Bellero (it) pour la photographie, qui a signé huit de ses films en tout.

### Attribution des rôles
De Robertis fait appel à l'acteur débutant Nino Milano (it), le seul à apparaître dans cinq films du réalisateur. Il confie le rôle du « Comandante » à Nicola Morabito, l'un des rares acteurs que le réalisateur reconfirme pour la deuxième fois. Il fait ses débuts au cinéma avec Umberto Raho de Bari, qui apparaîtra dans une centaine de films.

### Tournage
Le film est entièrement tourné dans l'Arsenal militaire maritime de Tarente.
Une scène est tournée à la Villa Peripato, située à proximité.